# Ђула (Клуж)
Ђула (рум. Giula) насеље је у Румунији у округу Клуж у општини Борша. Oпштина се налази на надморској висини од 349 m.

## Становништво
Према подацима из 2002. године у насељу је живело 198 становника.

### Попис2002.
| Расподела становништва по националности 2002.‍ | Расподела становништва по националности 2002.‍ | Расподела становништва по националности 2002.‍ | Расподела становништва по националности 2002.‍ | Расподела становништва по националности 2002.‍ |
| --------------------------------------------- | --------------------------------------------- | --------------------------------------------- | --------------------------------------------- | --------------------------------------------- |
|                                               |                                               |                                               |                                               |                                               |
| Румуни                                        | Румуни                                        |                                               | 183                                           | 92,4%                                         |
| Мађари                                        | Мађари                                        |                                               | 15                                            | 7,6%                                          |